# Karol Eydziatowicz
Karol Eydziatowicz herbu Łuk napięty – chorąży smoleński w latach 1765-1768, sędzia ziemski smoleński w latach 1750-1765, podwojewodzi smoleński w latach 1739-1743, podstoli smoleński w latach 1735-1750.
Poseł województwa smoleńskiego na sejm konwokacyjny 1764 roku.